# Corrado Quaglino
Corrado Cesare Quaglino (Torino, 17 marzo 1900 – Biella, gennaio 1990) è stato un anarchico e pubblicista italiano.

## Biografia
Aderisce giovanissimo alla organizzazione giovanile socialista per poi passare all'anarchismo. Nel 1917 pubblica un volantino antimilitarista per il quale viene condannato (insieme ad altri militanti) a due anni di carcere dal Tribunale militare con l'accusa di “eccitamento alla rivolta e vilipendio all’esercito”. Viene liberato e richiamato alle armi ma diserta subito.
Nel dopoguerra si trasferisce sotto falso nome a Milano. Qui diventa, alla fine di febbraio del 1920 cronista del quotidiano Umanità Nova dove cura, tra le altre, la rubrica La voce del soldato. Tiene conferenze antimilitariste tra i militari di leva, rimediando una nuova denuncia. Collabora anche a La Valanga di Roma e saltuariamente anche a L'Ordine Nuovo di Antonio Gramsci. Con lui e le sue posizioni libertarie polemizza lo stesso Gramsci scrivendo "For Ever [pseudonimo sotto cui si nasconde Quaglino] è uno pseudo rivoluzionario: chi basa la propria azione sulla mera fraseologia ampollosa, sulla frenesia parolaia, sull’entusiasmo romantico è solo un demagogo, non un rivoluzionario”.
Nell'ottobre 1920 viene arrestato insieme ad Errico Malatesta e praticamente all'intera redazione di Umanità Nova e detenuto nel Carcere di San Vittore. Dopo cinque mesi di detenzione preventiva gli arrestati danno inizio ad uno sciopero della fame per sollecitare la rapida celebrazione del processo ma devono interromperlo a seguito della Strage del Diana
.
Assolto, rientra a Torino dove riprende in pieno l'attività politica, anche come corrispondente di Umanità Nova nel frattempo trasferitasi a Roma. Con l'avvento del fascismo viene strettamente vigilato. 
Durante la Resistenza collabora ad una rete che favorisce l'espatrio in Svizzera di ricercati. Nel dopoguerra riprende l'attività nell'ambito della Federazione anarchica italiana e fa parte del Consiglio nazionale della stessa.